# 299755 Ericmontellese
299755 Ericmontellese è un asteroide della fascia principale. Scoperto nel 2006, presenta un'orbita caratterizzata da un semiasse maggiore pari a 3,0343469 UA e da un'eccentricità di 0,0352408, inclinata di 8,39080° rispetto all'eclittica.
L'asteroide è dedicato allo statunitense Eric Montellese.